# Galatás (Kreta)
Galatás är en ort i Grekland.   Den ligger i prefekturen Nomós Chaniás och regionen Kreta, i den södra delen av landet, 280 km söder om huvudstaden Aten. Galatás ligger 88 meter över havet och antalet invånare är 2 377.
Terrängen runt Galatás är kuperad söderut, men norrut är den platt. Havet är nära Galatás norrut.Runt Galatás är det glesbefolkat, med 16 invånare per kvadratkilometer. Närmaste större samhälle är Chania, 6,1 km öster om Galatás. 